# 1989 (テイラー・スウィフトのアルバム)
『1989』（ナインティーンエイティナイン）は、アメリカ合衆国のシンガー・ソングライター、テイラー・スウィフトの5枚目のスタジオ・アルバム。

## 概要
スウィフト自身初の「公式なポップアルバム」である。前作「Red」まで取り入れていたカントリーポップの曲は一切収録されず、全て80年代に影響されたシンセポップやダンスポップの曲が収録された。前作もプロデュースを手掛けたマックス・マーティンやシェルバックの他、ジャック・アントノフやイモージェン・ヒープ、ワン・リパブリックのライアン・テダーなどが制作に参加した。
初週で128.7万枚を売り上げ、Billboard 200で初登場1位を獲得。初週売上128.7万枚は2002年にエミネムが『The Eminem Show』で132.2万枚を記録して以来最大の週間アルバム売上となった。
また、3rdアルバム『Speak Now』（初週104.7万枚）、4thアルバム『Red』（初週120.8万枚）に続き週間ミリオンセールスを記録した事で、1991年にニールセン・サウンドスキャンによる集計が開始されて以来、3枚のアルバムで週間ミリオンセールスを記録した最初のアーティストとなった。
Billboard 200において本作が通算7週目の首位を獲得した事により、マライア・キャリーのキャリア通算30週の首位獲得記録を更新して女性アーティスト歴代単独2位の記録であるキャリア通算31週目の首位を獲得。最終的に本作は通算11週目の首位を獲得してテイラーのキャリア通算首位獲得週数は35週となった。

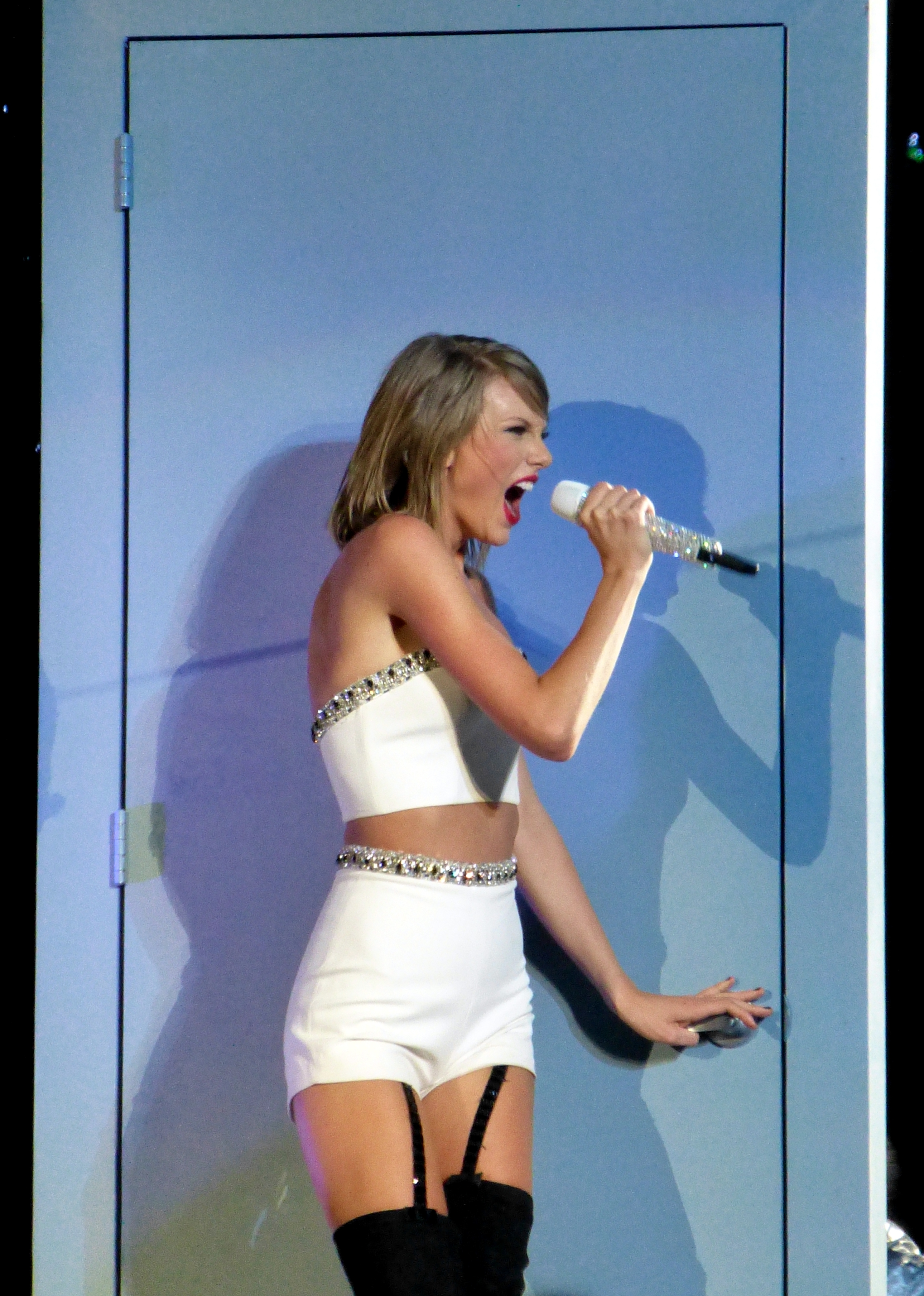
1989 World Tourでのテイラー（2015年）

本作の売上によって、2000年以降にデビューしたアーティストとしては最高の全米アルバム総売上記録を保持していたリンキン・パークの記録を更新。この記録は、テイラー自身が2022年に発表した10枚目のアルバム『Midnights』で超えられました。
2004年にアッシャーのアルバム『Confessions』が発売19週目で累積売上500万枚を突破して以来最速となる36週目で500万枚を突破した。
また、Billboard 200のステレオチャートとモノラルチャートが統合された1963年8月17日以降、リリースから53週連続でTOP10入りした4枚目のアルバムとなった。
2015年、アメリカとカナダの年間アルバムチャートで1位を獲得。
IFPI発表の全世界の年間アルバムチャートでは2014年度に2位（年間売上600万枚）、2015年度に3位（年間売上350万枚）を記録。2009年度に2ndアルバム『フィアレス』で4位、2010年度に3rdアルバム『スピーク・ナウ』で4位、2012年度に4thアルバム『レッド』で2位を記録しており、同一アーティストによる5度のTOP5入りは2001年度の同チャート発表開始以来、初の快挙となった。また、2014年度は全世界で最も売れたアーティストとして、"IFPI Global Recording Artist of 2014"を受賞している。
第58回グラミー賞で"最優秀アルバム賞"を受賞。『フィアレス』に続き2度目の受賞となり、女性アーティスト史上初の快挙となった。
『ローリング・ストーン』誌が選んだ「歴代最高のアルバム500選」において393位に選ばれている。

## シングル
本作からのシングルの内、リード・シングル「Shake It Off」を含め3つのシングルがBillboard Hot 100にて首位を獲得している。
- 1st「Shake It Off」2014年8月18日 / Billboard Hot 100 最高1位 / RIAA認定：8×プラチナ[29]
- 2nd「Blank Space」2014年11月10日 / Billboard Hot 100 最高1位 / RIAA認定：7×プラチナ[30]
- 3rd「Style」2015年2月9日 / Billboard Hot 100 最高6位 / RIAA認定：3×プラチナ[31]
- 4th「Bad Blood」2015年5月17日 / Billboard Hot 100 最高1位 / RIAA認定：4×プラチナ[32] / シングルバージョンではケンドリック・ラマーをフィーチャリングし、アレンジも変更されている。
- 5th「Wildest Dreams」2015年8月31日 / Billboard Hot 100 最高8位 / RIAA認定：2×プラチナ[33]
- 6th「Out of the Woods」2016年2月3日 / Billboard Hot 100 最高18位 / RIAA認定：プラチナ[34]
- 7th「New Romantics」2016年2月23日 / Billboard Hot 100 最高46位 / RIAA認定：ゴールド[35]

## 収録曲

### DISC1（通常盤）
| #         | タイトル                       | 作詞・作曲                                         | プロデュース                                             | 時間  |
| --------- | ------------------------------ | -------------------------------------------------- | -------------------------------------------------------- | ----- |
| 1.        | 「Welcome to New York」        | テイラー・スウィフト、ライアン・テダー             | テダー、ノエル・ザンカネラ、スウィフト                   | 3:32  |
| 2.        | 「Blank Space」                | スウィフト、マックス・マーティン、シェルバック     | マーティン、シェルバック                                 | 3:51  |
| 3.        | 「Style」                      | スウィフト、マーティン、シェルバック、アリ・パヤミ | マーティン、シェルバック、パヤミ                         | 3:51  |
| 4.        | 「Out of the Woods」           | スウィフト、ジャック・アントノフ                   | アントノフ、スウィフト、マーティン                       | 3:55  |
| 5.        | 「All You Had to Do Was Stay」 | スウィフト、マーティン                             | マーティン、シェルバック、マットマン&ロビン              | 3:13  |
| 6.        | 「Shake It Off」               | スウィフト、マーティン、シェルバック               | マーティン、シェルバック                                 | 3:39  |
| 7.        | 「I Wish You Would」           | スウィフト、アントノフ                             | アントノフ、スウィフト、グレッグ・クスティン、マーティン | 3:27  |
| 8.        | 「Bad Blood」                  | スウィフト、マーティン、シェルバック               | マーティン、シェルバック                                 | 3:31  |
| 9.        | 「Wildest Dreams」             | スウィフト、マーティン、シェルバック               | マーティン、シェルバック                                 | 3:40  |
| 10.       | 「How You Get the Girl」       | スウィフト、マーティン、シェルバック               | マーティン、シェルバック                                 | 4:07  |
| 11.       | 「This Love」                  | スウィフト                                         | ネイサン・チャップマン、スウィフト                       | 4:10  |
| 12.       | 「I Know Places」              | スウィフト、テダー                                 | テダー、ザンカネラ、スウィフト                           | 3:15  |
| 13.       | 「Clean」                      | スウィフト、イモージェン・ヒープ                   | ヒープ、スウィフト                                       | 4:31  |
| 合計時間: | 合計時間:                      | 合計時間:                                          | 合計時間:                                                | 48:42 |

| #         | タイトル                                       | 作詞・作曲                           | プロデュース                       | 時間  |
| --------- | ---------------------------------------------- | ------------------------------------ | ---------------------------------- | ----- |
| 14.       | 「Wonderland」                                 | スウィフト、マーティン、シェルバック | マーティン、シェルバック           | 4:05  |
| 15.       | 「You Are in Love」                            | スウィフト、アントノフ               | アントノフ、スウィフト、マーティン | 4:27  |
| 16.       | 「New Romantics」                              | スウィフト、マーティン、シェルバック | マーティン、シェルバック           | 3:50  |
| 17.       | 「I Know Places）」(Piano / Vocal Voice Memo)  | スウィフト、テダー                   |                                    | 3:36  |
| 18.       | 「I Wish You Would」(Track / Vocal Voice Memo) | スウィフト、アントノフ               |                                    | 1:47  |
| 19.       | 「Blank Space」(Guitar / Vocal Voice Memo)     | スウィフト、マーティン、シェルバック |                                    | 2:11  |
| 合計時間: | 合計時間:                                      | 合計時間:                            | 合計時間:                          | 68:37 |

| #  | タイトル                                       | 作詞 | 作曲・編曲 |
| -- | ---------------------------------------------- | ---- | ---------- |
| 1. | 「ミュージック・ビデオ」                       |      |            |
| 2. | 「メイキング#1〜チアリーダー編」               |      |            |
| 3. | 「メイキング#2〜バレリーナ編」                 |      |            |
| 4. | 「メイキング#3〜モダンダンス編」               |      |            |
| 5. | 「メイキング#4〜アニメーター編」               |      |            |
| 6. | 「メイキング#5〜腰振りダンス＆指ダンス編」     |      |            |
| 7. | 「メイキング#6〜リボンダンサー編」             |      |            |
| 8. | 「メイキング#7〜バンド／ファン／エキストラ編」 |      |            |